# Le Bouyssou
Le Bouyssou är en kommun i departementet Lot i regionen Occitanien i södra Frankrike. Kommunen ligger i kantonen Lacapelle-Marival som tillhör arrondissementet Figeac. År 2022 hade Le Bouyssou 122 invånare.

## Befolkningsutveckling
Antalet invånare i kommunen Le Bouyssou
| Referens: INSEE |